# Serie A2 2019-2020 (hockey su pista)
La Serie A2 2019-2020 è stato il torneo di secondo livello del campionato italiano di hockey su pista per la stagione 2019-2020. La competizione, iniziata il 12 ottobre 2019, è stata sospesa e poi annullata definitivamente nell'aprile del 2020 a causa della pandemia di COVID-19.

## Squadre partecipanti
| Club                | Stagione | Città                      | Impianto                                 | Stagione precedente                              |
| ------------------- | -------- | -------------------------- | ---------------------------------------- | ------------------------------------------------ |
| Amatori Modena      | dettagli | Modena                     | Palaroller di Castelnuovo Rangone (MO)   | 10º in Serie A2                                  |
| Cremona             | dettagli | Pieve San Giacomo (CR)     | Palestra comunale di San Daniele Po (CR) | 7º in Serie A2                                   |
| Estrelas Molfetta   | dettagli | Molfetta (BA)              | PalaFiorentini                           | 1º in Serie B girone E, 1º final eight, promosso |
| Forte dei Marmi (B) | dettagli | Forte dei Marmi (LU)       | PalaForte                                | 6º in Serie A2                                   |
| Grosseto            | dettagli | Grosseto                   | Pista di via Mercurio                    | 1º in Serie B girone C, 2º final eight, promosso |
| Maliseti            | dettagli | Prato                      | PalaRogai                                | 5º in Serie A2, semifinali play-off promozione   |
| Montecchio P.       | dettagli | Montecchio Precalcino (VI) | PalaVaccari                              | 4º in Serie A2, finale play-off promozione       |
| Pordenone           | dettagli | Pordenone                  | PalaMarrone                              | 8º in Serie A2                                   |
| Roller Bassano      | dettagli | Bassano del Grappa (VI)    | PalaDue                                  | 3º in Serie A2, semifinali play-off promozione   |
| Sarzana (B)         | dettagli | Sarzana (SP)               | Pista Vecchio Mercato                    | 8º in Serie B girone D, ripescato                |
| Thiene              | dettagli | Thiene (VI)                | PalaCeccato                              | 13º in Serie A1, retrocesso                      |
| Trissino (B)        | dettagli | Trissino (VI)              | PalaDante                                | 9º in Serie A2                                   |

## Stagione regolare

### Risultati
| Andata (1ª) | Andata (1ª)        | Prima giornata                      | Ritorno (12ª) | Ritorno (12ª) |
|             |                    |                                     |               |               |
| 12 ott.     | 1-5                | Montecchio P.-Thiene                | 1-2           | 11 gen.       |
| 12 ott.     | 8-4                | Estrelas Molfetta-Forte dei Marmi B | 5-4           | 11 gen.       |
| 12 ott.     | 2-7                | Roller Bassano-Amatori Modena       | 2-4           | 11 gen.       |
| 12 ott.     | Maliseti-Pordenone |                                     |               | 11 gen.       |
| 12 ott.     | 4-3                | Cremona-Sarzana B                   | 5-0           | 11 gen.       |
| 12 ott.     | 4-5                | Trissino B-Grosseto                 | 6-9           | 11 gen.       |

| Andata (2ª) | Andata (2ª)             | Seconda giornata          | Ritorno (13ª) | Ritorno (13ª) |
|             |                         |                           |               |               |
| 19 ott.     | 2-4                     | Pordenone-Montecchio P.   | 1-5           | 18 gen.       |
| 19 ott.     | 6-1                     | Grosseto-Roller Bassano   | 3-1           | 18 gen.       |
| 19 ott.     | 6-6                     | Sarzana B-Trissino B      | 5-7           | 18 gen.       |
| 19 ott.     | 2-2                     | Forte dei Marmi B-Cremona | 2-6           | 18 gen.       |
| 19 ott.     | 4-2                     | Thiene-Estrelas Molfetta  | 2-3           | 18 gen.       |
| 19 ott.     | Amatori Modena-Maliseti |                           |               | 18 gen.       |

| Andata (3ª) | Andata (3ª)       | Terza giornata                  | Ritorno (14ª) | Ritorno (14ª) |
|             |                   |                                 |               |               |
| 26 ott.     | 8-4               | Estrelas Molfetta-Montecchio P. | 4-4           | 25 gen.       |
| 26 ott.     | 9-4               | Roller Bassano-Sarzana B        | 5-2           | 25 gen.       |
| 26 ott.     | Maliseti-Grosseto |                                 |               | 25 gen.       |
| 26 ott.     | 7-5               | Cremona-Thiene                  | 5-3           | 25 gen.       |
| 26 ott.     | 7-4               | Trissino B-Forte dei Marmi B    | 4-3           | 25 gen.       |
| 26 ott.     | 5-2               | Amatori Modena-Pordenone        | 6-2           | 25 gen.       |

| Andata (4ª) | Andata (4ª)        | Quarta giornata                  | Ritorno (15ª) | Ritorno (15ª) |
|             |                    |                                  |               |               |
| 2 nov.      | 1-2                | Pordenone-Estrelas Molfetta      | 3-4           | 1º feb.       |
| 2 nov.      | 4-4                | Montecchio P.-Cremona            | 5-3           | 1º feb.       |
| 2 nov.      | 3-3                | Grosseto-Amatori Modena          | 5-4           | 1º feb.       |
| 2 nov.      | Sarzana B-Maliseti |                                  |               | 1º feb.       |
| 2 nov.      | 0-8                | Forte dei Marmi B-Roller Bassano | 2-8           | 1º feb.       |
| 2 nov.      | 9-4                | Thiene-Trissino B                | 1-5           | 1º feb.       |

| Andata (5ª) | Andata (5ª)                | Quinta giornata           | Ritorno (16ª) | Ritorno (16ª) |
|             |                            |                           |               |               |
| 9 nov.      | 8-2                        | Grosseto-Pordenone        | 11-2          |               |
| 9 nov.      | 9-1                        | Roller Bassano-Thiene     | 2-4           |               |
| 9 nov.      | Maliseti-Forte dei Marmi B |                           |               |               |
| 9 nov.      | 5-3                        | Cremona-Estrelas Molfetta | 3-3           |               |
| 9 nov.      | 4-2                        | Trissino B-Montecchio P.  | 4-3           |               |
| 9 nov.      | 10-3                       | Amatori Modena-Sarzana B  | 7-5           |               |

| Andata (6ª) | Andata (6ª)     | Sesta giornata                   | Ritorno (17ª) | Ritorno (17ª) |
|             |                 |                                  |               |               |
| 16 nov.     | 4-5             | Pordenone-Cremona                | 1-0           | 15 feb.       |
| 16 nov.     | 9-3             | Montecchio P.-Roller Bassano     | 2-5           | 15 feb.       |
| 16 nov.     | 2-1             | Estrelas Molfetta-Trissino B     | 2-6           | 15 feb.       |
| 16 nov.     | 3-9             | Sarzana B-Grosseto               | 5-19          | 15 feb.       |
| 16 nov.     | 4-9             | Forte dei Marmi B-Amatori Modena | 4-9           | 15 feb.       |
| 16 nov.     | Thiene-Maliseti |                                  |               | 15 feb.       |

| Andata (7ª) | Andata (7ª)            | Settima giornata                 | Ritorno (18ª) | Ritorno (18ª) |
|             |                        |                                  |               |               |
| 23 nov.     | 11-0                   | Grosseto-Forte dei Marmi B       | 12-4          | 22 feb.       |
| 23 nov.     | 3-1                    | Roller Bassano-Estrelas Molfetta | 3-5           | 22 feb.       |
| 23 nov.     | 2-2                    | Sarzana B-Pordenone              | 4-3           | 22 feb.       |
| 23 nov.     | Maliseti-Montecchio P. |                                  |               | 22 feb.       |
| 23 nov.     | 3-3                    | Trissino B-Cremona               | Rinv          | 22 feb.       |
| 23 nov.     | 7-3                    | Amatori Modena-Thiene            | 3-6           | 22 feb.       |

| Andata (8ª) | Andata (8ª)                | Ottava giornata              | Ritorno (19ª) | Ritorno (19ª) |
|             |                            |                              |               |               |
| 30 nov.     | 3-3                        | Pordenone-Trissino B         |               | 7 mar.        |
| 30 nov.     | 4-1                        | Montecchio P.-Amatori Modena |               | 7 mar.        |
| 30 nov.     | Estrelas Molfetta-Maliseti |                              |               | 7 mar.        |
| 30 nov.     | 6-0                        | Forte dei Marmi B-Sarzana B  |               | 7 mar.        |
| 30 nov.     | 5-5                        | Cremona-Roller Bassano       |               | 7 mar.        |
| 30 nov.     | 2-3                        | Thiene-Grosseto              |               | 7 mar.        |

| Andata (9ª) | Andata (9ª)      | Nona giornata                    | Ritorno (20ª) | Ritorno (20ª) |
|             |                  |                                  |               |               |
| 7 dic.      | 6-3              | Grosseto-Montecchio P.           |               | 14 mar.       |
| 7 dic.      | 6-2              | Roller Bassano-Trissino B        |               | 14 mar.       |
| 7 dic.      | 5-10             | Sarzana B-Thiene                 |               | 14 mar.       |
| 7 dic.      | 3-5              | Forte dei Marmi B-Pordenone      |               | 14 mar.       |
| 7 dic.      | Maliseti-Cremona |                                  |               | 14 mar.       |
| 7 dic.      | 2-2              | Amatori Modena-Estrelas Molfetta |               | 14 mar.       |

| Andata (10ª) | Andata (10ª)        | Decima giornata            | Ritorno (21ª) | Ritorno (21ª) |
|              |                     |                            |               |               |
| 14 dic.      | 2-0                 | Montecchio P.-Sarzana B    |               | 21 mar.       |
| 14 dic.      | 4-7                 | Estrelas Molfetta-Grosseto |               | 21 mar.       |
| 14 dic.      | 5-3                 | Roller Bassano-Pordenone   |               | 21 mar.       |
| 14 dic.      | 6-6                 | Cremona-Amatori Modena     |               | 21 mar.       |
| 14 dic.      | 4-4                 | Thiene-Forte dei Marmi B   |               | 21 mar.       |
| 14 dic.      | Trissino B-Maliseti |                            |               | 21 mar.       |

| \| - \| - \| Undicesima giornata \| Ritorno (22ª) \| Ritorno (22ª) \| \| \| \| \| \| \| \| 21 dic. \| 4-6 \| Pordenone-Thiene \| \| 28 mar. \| \| 21 dic. \| 9-5 \| Grosseto-Cremona \| \| 28 mar. \| \| 21 dic. \| 9-5 \| Sarzana B-Estrelas Molfetta \| \| 28 mar. \| \| 21 dic. \| 6-6 \| Forte dei Marmi B-Montecchio P. \| \| 28 mar. \| \| 21 dic. \| Maliseti-Roller Bassano \| \| \| 28 mar. \| \| 21 dic. \| 5-0 \| Amatori Modena-Trissino B \| \| 28 mar. \| |                         |                                 |               |               |
| - | -                       | Undicesima giornata             | Ritorno (22ª) | Ritorno (22ª) |
| |                         |                                 |               |               |
| 21 dic. | 4-6                     | Pordenone-Thiene                |               | 28 mar.       |
| 21 dic. | 9-5                     | Grosseto-Cremona                |               | 28 mar.       |
| 21 dic. | 9-5                     | Sarzana B-Estrelas Molfetta     |               | 28 mar.       |
| 21 dic. | 6-6                     | Forte dei Marmi B-Montecchio P. |               | 28 mar.       |
| 21 dic. | Maliseti-Roller Bassano |                                 |               | 28 mar.       |
| 21 dic. | 5-0                     | Amatori Modena-Trissino B       |               | 28 mar.       |

### Classifica finale
|  | Pos. | Squadra             | Pt   | G  | V  | N | P  | GF  | GS  | DR  |
|  | ---- | ------------------- | ---- | -- | -- | - | -- | --- | --- | --- |
|  | 1.   | Grosseto            | 46   | 16 | 15 | 1 | 0  | 126 | 49  | 77  |
|  | 2.   | Amatori Modena      | 33   | 16 | 10 | 3 | 3  | 88  | 53  | 35  |
|  | 3.   | Roller Bassano      | 28   | 17 | 9  | 1 | 7  | 77  | 60  | 17  |
|  | 4.   | Cremona             | 27   | 16 | 7  | 6 | 3  | 68  | 58  | 10  |
|  | 5.   | Estrelas Molfetta   | 27   | 17 | 8  | 3 | 6  | 63  | 65  | -2  |
|  | 6.   | Thiene              | 25   | 16 | 8  | 1 | 7  | 67  | 65  | 2   |
|  | 7.   | Trissino (B)        | 24   | 16 | 7  | 3 | 6  | 66  | 68  | -2  |
|  | 8.   | Montecchio P.       | 21   | 15 | 6  | 3 | 7  | 59  | 58  | 1   |
|  | 9.   | Pordenone           | 8    | 16 | 2  | 2 | 12 | 40  | 73  | -33 |
|  | 10.  | Sarzana (B)         | 8    | 16 | 2  | 2 | 12 | 56  | 109 | -53 |
|  | 11.  | Forte dei Marmi (B) | 6    | 16 | 1  | 3 | 12 | 52  | 104 | -52 |
|  | 12.  | Maliseti            | Rit. | 0  | 0  | 0 | 0  | 0   | 0   | 0   |

Legenda:
  Partecipa ai play-off promozione.
  Partecipa ai play-out salvezza.
      Promosso in Serie A1 2020-2021.
      Retrocesso in Serie B 2020-2021.
Note:
Tre punti a vittoria, uno a pareggio, zero a sconfitta.
In caso di arrivo di due o più squadre a pari punti, la graduatoria finale è stilata secondo la classifica avulsa tra le squadre interessate che prevede, in ordine, i seguenti criteri:
- punti negli scontri diretti;
- differenza reti negli scontri diretti;
- differenza reti generale;
- reti realizzate in generale;
- sorteggio.